# Kerguelen-szigeteki nyílfarkúréce
A Kerguelen-szigeteki nyílfarkúréce (Anas eatoni) a madarak osztályának lúdalakúak (Anseriformes) rendjébe és a récefélék (Anatidae) családjába, a réceformák (Anatinae) alcsaládjába, azon belül az úszórécék (Anatini) nemzetségébe tartozó faj.
A tudományos nevét Alfred Edmund Eaton angol felfedező után kapta.

## Előfordulása
Két alfaja az Indiai-óceán déli részén, a francia déli területekhez tartozó szigeteken él.

## Alfajai
- Kerguelen-szigeteki nyílfarkúréce (Anas eatoni eatoni) – ez az alfaj él a Kerguelen-szigeteken
- Crozet-szigeteki nyílfarkúréce (Anas eatoni drygalskyi) – ez az alfaj él a Crozet-szigeteken

## Megjelenése
Nagyon hasonlít a nyílfarkú récéhez (Anas acuta), annak legközelebbi rokona (Sokáig csak a nyílfarkú réce alfajának tartották).
A nyílfarkú réce elterjedési területétől nagyon távol él. 
Valamikor nagyon régen valamilyen okból nyílfarkú récék kerülhettek a szigetekre (talán viharok sodorták őket ilyen távolra), majd mivel semmilyen további kapcsolat nem fűzte őket az északi féltekén élő madarakhoz, elkezdtek önálló fajjá válni.

## Életmódja
Kis édesvízi tavakat kedvel, de előfordul mocsaras, zsombékos területeken is, télire a part közeli lagúnákra és csendes tengeröblökbe húzódik.
Többnyire rovarokat és apró rákokat fogyaszt.

## Szaporodása
A költési időszak novembertől februárig tart. 
Többnyire öt tojást rak a tavak partjainál levő zsombékosban kialakított fészkébe. 
Költési időn kívül általában kis csoportokban látható.

## Védettsége
Korábban a fajt gyakran vadászták bálnavadászok (a Kerguelen-szigetek voltak a francia bálnavadászok kedvelt tartózkodási helyei) illetve a szigeteket felkereső tudományos csoportok is.
Ma főleg a Kerguelen-szigeteken levő kisszámú lakostól elszökdöső macskák ritkítják állományaikat.
A kergueleni alfaj állományát 1982 és 1985 között 46 800 és 62 100 pár közötti értékre becsülték.
Ezt az alfajt az 1950-es és '60-as években betelepítették a szintén a francia déli területek részét képező Amszterdam-szigetre, de ott 1970 óta nem látták, úgyhogy valószínű, hogy a betelepített populáció kipusztult.
Jelenleg az Amszterdam-sziget a francia déli területek központja és az emberekkel együtt érkezett macskák illetve a behurcolt patkányok felelősek ennek a populációnak a kihalásáért.
A Crozet-szigeteki alfaj állományát 1980 és 1982 között 1800 és 2100 egyed közé tették.
A faj állományait a '80-as évek vége óta nem vizsgálták.